# Giorgio Valli
Giorgio Valli (Modena, 10 marzo 1962) è un allenatore di pallacanestro italiano.

## Carriera
Inizia la sua carriera nel 1979 da allenatore delle giovanili femminili dell'Anzola Emilia; dopo varie esperienze in serie B femminile nel 1993 approda alle giovanili della Virtus Bologna, dove vince uno scudetto nella categoria Allievi.
Nel 1997 diventa assistente allenatore di Ettore Messina, con cui vince nel 1998 il campionato e l'Eurolega. L'anno successivo la Virtus Bologna vince anche la Coppa Italia. Nel 2000 esordisce come capo allenatore a Treviglio in Serie B d'Eccellenza.Gli ottimi risultati raccolti lo fanno diventare capo allenatore alla Virtus Ragusa in Legadue per 2 anni e poi per un anno, il 2004-05 alla Dinamo Sassari. Nel 2005-06 è alla guida del Basket Scafati con cui conquista la promozione in Serie A.
Dal 2006 al 2010 è capo allenatore del Basket Club Ferrara con cui nel campionato 2007-2008 conquista la promozione in Serie A. Resta alla guida della squadra estense nella massima serie fino alla retrocessione avvenuta nel maggio 2010.

La stagione successiva è vice allenatore di Piero Bucchi e di Dan Peterson poi all'Armani Jeans Milano.
Dal 15 novembre 2011 ricopre il ruolo di capo allenatore della Sutor Basket Montegranaro subentrando al posto di Sharon Drucker.
A fine stagione ottiene la salvezza.
Nel luglio 2012 firma un contratto che lo lega ad Avellino.. Il 13 novembre, complice l'andamento negativo della squadra in campionato (due vittorie e cinque sconfitte), viene annunciata la risoluzione del contratto.
Il 27 gennaio 2014 viene ingaggiato dalla Virtus Pallacanestro Bologna.
Il 17 marzo 2015 firma un rinnovo biennale con la squadra bolognese. Il 6 maggio 2016, dopo la retrocessione in Serie A2, rescinde il contratto che lo legava al club bolognese.
Dopo essere stato a Forlì e all'Al-Alhi a dicembre 2021 diventa head coach della Pallacanestro Mantovana subentrano all'esonerato Gennaro Di Carlo. In questa stagione porterà la squadra biancorossa al settimo posto a giocarsi il primo turno di playoff con la Tezenis Verona, la serie finirà 3-2 per gli scaligera che andranno al secondo turno e successivamente in serie A1 . Durante la stagione successiva i risultati altalenanti lo porteranno all'esonero a gennaio 2023 , con Nicolas Zanco (suo vice) promosso a Head coach. La società virgiliana richiama poi Valli a Maggio 2023 per cercare di conquistare la salvezza , con Zanco che torna a fare l'assistant coach.
Il 14 novembre 2024 viene annunciato come nuovo supervisore delle giovanili dell'Olympia Basket di Comiso.
il 20 novembre 2024 viene assunto come head coach del Napoli Basket e presentato in conferenza stampa nella sede del club il 23 novembre.

## Palmarès

### Allenatore
- Coppa Italia di Legadue: 1
  -  Scafati Basket: 2006
- UAE Basketball League: 1
  -  Shabab Al-Ahli: 2020-2021
- UAE Federetion Cup: 1
  -  Shabab Al-Ahli: 2020

### Vice Allenatore
- Campionato italiano: 1

Virtus Pallacanestro Bologna: 1998
- Coppa dei Campioni: 1

Virtus Pallacanestro Bologna: 1998
- Coppa Italia: 1

Virtus Pallacanestro Bologna: 1999